# Oreste Biringucci Vannocci
Oreste Biringucci Vannocci (Siena, 1558 – Mantova, 1585) è stato un architetto italiano.

## Biografia
Architetto senese, dal 1583 al 1585 ricoprì l'incarico avuto dal duca di Mantova Guglielmo Gonzaga di "Prefetto delle fabbriche gonzaghesche".
Nel breve tempo che operò a Mantova si dedicò anche ai decori per l'appartemento di Vincenzo I Gonzaga.